# Ясик (община Соколац)
Ясик (на сръбски: Јасик) е село в Босна и Херцеговина, разположено в община Соколац, в ентитета на Република Сръбска. Намира се на 884 метра надморска височина. Населението му според преброяването през 2013 г. е 5 души, от тях: 5 (100 %) сърби.

## Население
Численост на населението според преброяванията през годините:
- 1961 – 124 души
- 1971 – 86 души
- 1981 – 53 души
- 1991 – 28 души
- 2013 – 5 души